# Försvinnande blond gen

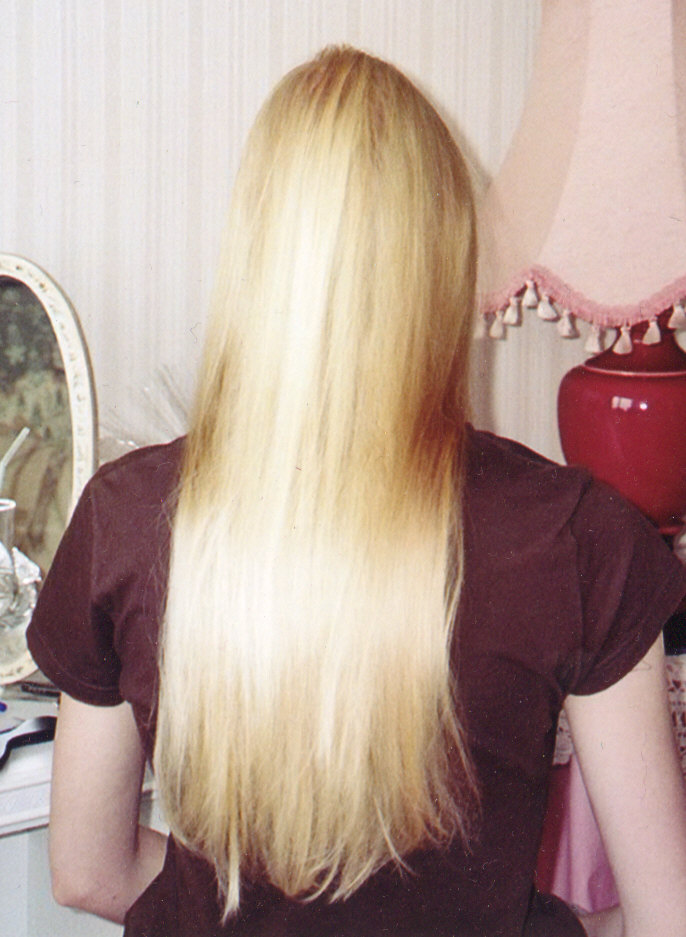
Blont hår styrs av en allel som är recessiv gen för de flesta alleler som ger mörkare hår, men det är inte en gen som försvinner.

Den "försvinnande blond genen" hänvisar till en bluff som dök upp i delar av västvärlden i början av 2000-talet, där det hävdades att en vetenskaplig studie hade uppskattat att blonda hårtyper skulle utrotas inom de kommande två århundradena. Mer specifikt hävdade den att eftersom allelerna för blont hår är recessiva, skulle personer med naturligt blont hår bli mindre vanliga eftersom personer med dominanta alleler för icke-blont hår fick avkomma med dem, även om en sådan parning skulle behålla en kopia av den blonda allelen i avkommans genom. Ändå upprepades bluffen som fakta av vissa västerländska etablerade medier, såsom ABC News, BBC, CNN och The Sunday Times, mellan 2002 och 2006. De tidigaste kända påståendena om en annalkande "blonda utrotningen" går tillbaka till 1865.
Flera kanaler som spred bluffet citerade också felaktigt Världshälsoorganisationen (WHO) och hävdade att den hade publicerat en rapport som påstod att blonda pälsdjur "kommer att utrotas år 2202" trots att varken WHO eller någon ansedd expert hade utfärdat en sådan rapport. Som svar publicerade WHO ett officiellt uttalande där de uppmanade alla som hade kommenterat den icke-existerande rapporten att ta tillbaka sina kommentarer.

## Spridning i västerländska medier
År 2002 rapporterade BBC News att namnlösa tyska experter hade dragit slutsatsen att blont hår skulle försvinna inom 200 år eftersom genen som orsakar blont hår är recessiv. Enligt dessa tyska experter är den recessiva blonda allelen sällsynt i länder med blandat arv, såsom USA, Kanada, Argentina, Brasilien, Nya Zeeland och Australien. I BBC-artikeln ifrågasätter professor Jonathan Rees vid Edinburghs universitet historien – han citerades med att säga: "Frekvensen av blondiner må minska, men de kommer inte att försvinna."
År 2006 nämndes bluffen av den brittiska tidningen The Sunday Times när den rapporterade om publiceringen av en hypotes om ursprunget till blont hår, och även av den italienska tidningen La Repubblica, som konstaterade: "Enligt WHO-studien kommer den sista naturliga blonda hårfärgen sannolikt att födas i Finland under 2202." Den spreds återigen snabbt över internet. Bluffen presenterades också i avsnittet "Threat-Down" i den amerikanska satiriska tv-serien The Colbert Report den 6 mars 2006, då programledaren Stephen Colbert föreslog ett selektivt avelsprogram för att rädda blonda hundar.

## Vetenskaplig debunking
Bluffen om utdöende är baserad på en felaktig tolkning av recessivitet inom genetiken. I verkligheten är genfrekvensen stabil om det inte sker selektion för eller emot dem, vilket inte verkar vara fallet för blont hår. I stora populationer kommer även extremt sällsynta gener att bestå på stabila nivåer under långa tidsperioder. Det spelar inte heller någon roll om en gen är dominant eller recessiv. Gener försvinner om populationen är mycket liten (drift) eller om de medför en nackdel (selektion).
Melanocortin 1-receptorn är känd för att påverka mänsklig hårfärg, och alleler på den genen associerade med blont hår är i allmänhet recessiva jämfört med alleler associerade med mörkare hårfärger. Det finns dock ingen enskild allel som kodar för blond hårfärg, och miljöfaktorer kan också avgöra om blond eller brun hårfärg uttrycks hos en individ. Dessutom är flera faktorer som påverkar bestämningen av mänsklig hårfärg fortfarande inte helt förstådda av genetiker.